# معركة الخضر
معركة الخضر معركة شهيرة نشبت في يومي الخامس والسادس من تشرين الأول 1936 بين المجاهدين الفلسطينيين وعددهم 120 ثائرا، وقوات الاحتلال البريطاني التي قدر عددها بحوالي ثلاثة آلاف جندي تساندهم الآليات والطائرات. جرت المعركة بين قريتي الخضر وحوسان قرب بيت لحم. وفي تلك المعركة، استشهد القائد سعيد العاص، وتم نقل جثمانه من أرض المعركة ليوارى الثرى في يوم السابع من تشرين الأول 1936 في مقبرة الخضر في احتفال شعبي اشترك فيه أهالي القرية ووفود من أهالي (بيت جالا) و(بتير) و(بيت لحم) والقرى المجاورة، ومنعت سلطات الاحتلال البريطاني سكان القدس من المشاركة في التشييع. وقد ابن الشهيد القائد عدة خطباء، وأقيمت صلاة الغائب على روحه الطاهرة في جميع مساجد فلسطين، وكذلك في المسجد الأقصى في القدس عقب صلاة الجمعة التالية.